# The Spirit of '43
The Spirit of '43 (El espíritu del '43) es un cortometraje de animación propagandístico producido por Walt Disney Productions y estrenado por RKO Radio Pictures el 7 de enero de 1943, en el contexto de la Segunda Guerra Mundial. Protagonizado por el Pato Donald, este corto es una secuela del corto The New Spirit. Este corto significó la primera aparición de un antecedente del personaje de Scrooge McDuck (Rico McPato en Hispanoamérica; Gilito McPato en España), el ahorrador pato escocés, aunque no es llamado por ese nombre en ningún momento de la película y su iconografía no es la habitual. Este cortometraje fue creado para el Gobierno de Estados Unidos, y como todas las películas hechas por o para el Gobierno de Estados Unidos está en el dominio público.

## Sinopsis
En el corto Donald representa al típico jornalero estadounidense que cobra cada semana por trabajar en una fábrica, y al que se le recuerda que debe pagar sus tasas trimestrales para mantener al ejército en su lucha contra las Potencias del Eje (ya que en los años 40 los impuestos no se descontaban del sueldo como actualmente, sino que debía hacerlo el propio trabajador). El objetivo de la película era alentar a los patriotas estadounidenses a pagar religiosamente cada tres meses. 

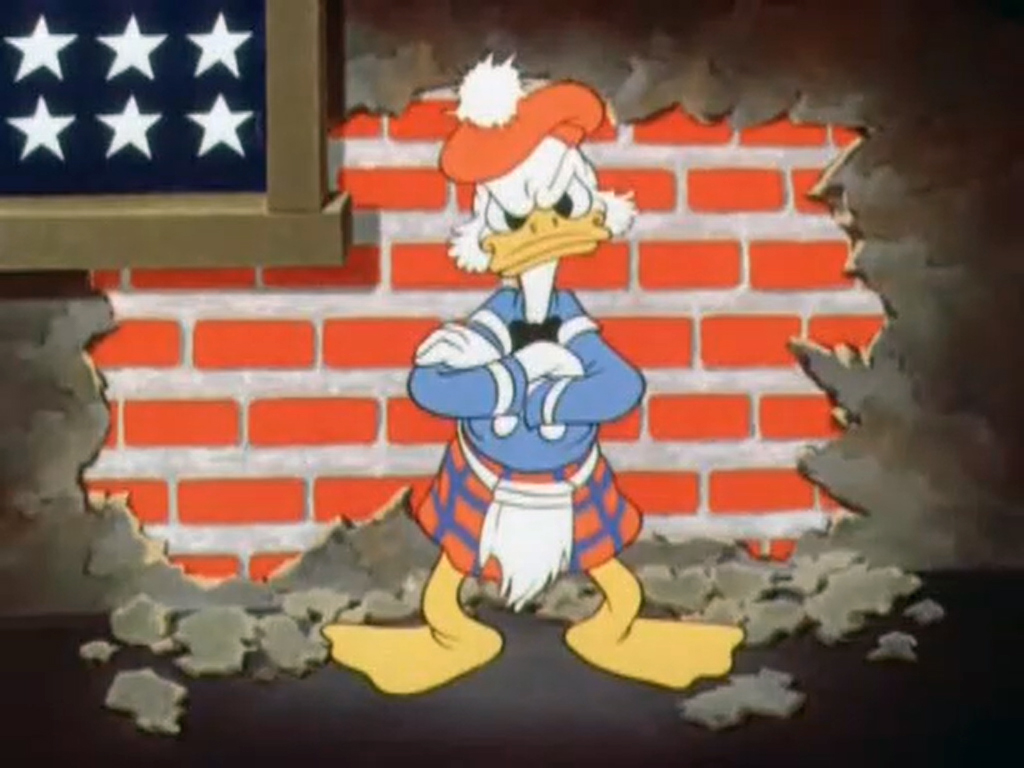
Fotograma de The Spirit of´43 con el primer antecedente de Scrooge McDuck.

En ello aparecen dos patos, que bien podrían representar la famosa escena del ángel y el demonio representando al bien y al mal.  La parte buena, representada por el típico escocés ahorrador, vestido a la manera tradicional, con kilt y gorra escocesa intenta, sin éxito, que Donald ahorre y pague su impuesto sobre la renta. Este personaje, de gran parecido tanto por el diseño como por la personalidad con Scrooge McDuck (quien debutaría años después en cómics), representa también la unión de los Estados Unidos con el resto de potencias aliadas y en particular, el Reino Unido. La parte malvada la representa un pato despreocupado vestido con ropas anchas, que intenta convencer a Donald de que se gaste el dinero en una taberna. Cada uno se lleva a Donald e intenta convencerlo hablándole, a lo que el pato se dirige a un lado y a otro. Finalmente, cuando ambos toman a Donald e intentan empujarlo hacia ellos. Scrooge se suelta y choca contra una pared. Al levantarse, queda entre los ladrillos rojos y un afiche azul con estrellas, que simbolizan la bandera de Estados Unidos. Por su parte, el pato vividor cae dentro del bar y al salir, se ve con un bigote y un flequillo negro fumando una pipa que lanza esvásticas de humo, como su moño, una caricatura de Adolf Hitler. Donald hace creer que va hacia él y lo echa de un puñetazo.
La escena final, sin ningún personaje, y con dibujos realistas, enseña como los impuestos sirven para construir diversos armamentos, así también hundir aviones y barcos del enemigo.